# متلازمة القوس الأول
متلازمة القوس الأول أو متلازمة القوس الأولى (بالإنجليزية: First arch syndrome)‏ هي العيوب الخلقية الناجمة عن فشل خلايا العرف العصبي في الهجرة إلى القوس البلعومي. يمكن أن تنتج الشذوذ الوجهي. وتشمل أمثلة متلازمات القوس الأولى متلازمة تريتشر كولينز ومتلازمة بيير روبين.